# تانهاوزن
تان‌هاوزن (بايرن) (بالألمانية: Thannhausen) هي بلدة ألمانية و مدينة تقع في ألمانيا في غونتسبورغ.